# 패니 (1961년 영화)
패니(Fanny)는 미국에서 제작된 조슈아 로간 감독의 1961년 드라마, 멜로/로맨스 영화이다. 레슬리 카론 등이 주연으로 출연하였다.

## 출연

### 주연
- 레슬리 카론
- 모리스 슈발리에

### 조연
- 샤를르 보와이에
- 호르스트 부흐홀츠
- 살바토르 바칼로니
- 리오넬 제프리스
- 빅터 프란센
- 조르젯 아니스
- 레이몬드 버지어즈

## 제작진
- 원작자: 새뮤얼 베어먼
- 원작자: 마르셀 파뇰
- 원작자: 조슈아 로건
- Ass-PD: 벤 캐디시